# Lynchius parkeri
Lynchius parkeri es una especie de anfibio anuro de la familia Craugastoridae. Es endémica del norte de Perú. Se encuentra amenazada de extinción por la pérdida de su hábitat natural.